# Robert Pouyaud
Robert Pouyaud, né à Paris le 9 décembre 1901 et mort à Asnières-sous-Bois (Yonne) le 15 février 1970, est un sculpteur et peintre post-cubiste français.
Il est l'un des premiers élèves d'Albert Gleizes dès 1924. En 1927, il a participé à la fondation de la communauté de Moly-Sabata, jusqu'en 1930.

## Biographie
Robert Pouyaud naît le 9 décembre 1901 dans le 20e arrondissement de Paris. En 1915, il prend des cours de dessin à Belleville, avant de rejoindre l'École nationale supérieure des arts décoratifs de Paris entre 1916 et 1918. Puis il apprend la taille de la pierre à Chatel-Censoir avant de réaliser des sculptures, notamment des monuments aux morts en Bourgogne.
Il expose au Salon de la Société nationale des beaux-arts de 1920 à Paris. Il effectue son service militaire entre 1921 et 1922 à Mourmelon, où il continue à sculpter. En 1922, il travaille dans un atelier du groupe Le Printemps. En 1924, il rencontre Albert Gleizes avec qui il collabore jusqu'en 1930. Il envoie des tableaux d'un style post-cubiste au Salon d'automne et au salon des indépendants de 1924, et contribue à l'exposition internationale L'Art d'Aujourd'hui en 1925. La même année, il se marie et travaille comme maquilleur de mannequins en cire. Il participe en 1927 à la communauté de Moly-Sabata jusqu'en 1930 et décide de fonder lui aussi un « couvent laïc ». Il s'installe en 1930 à Asnières-sous-Bois, dans le voisinage de Marc Hénard (1919-1992) et de dom Angelico Surchamp (1924-2018).
Parallèlement à son activité de sculpteur, à l'esthétique empreinte de naïveté, Robert Pouyaud fabrique des châssis pour toiles tout en donnant des cours particuliers de dessin.
Il a vécu à Asnières-sous-Bois de 1930 jusqu'à sa mort accidentelle le 15 février 1970.

## Œuvres
- Clamecy :
  - église Saint-Martin : sainte Thérèse de Lisieux, statue en pierre, 1933. Certaines des gargouilles, années 1930 et 1940[2].
  - pont de Bethléem : Statue du Flotteur, pierre, 1943.
  - Monument aux martyrs et héros de la Résistance, rue Jean Jaurès.
  - Monument aux 43 soldats français africains, pierre, inauguré en 1948[3].
  - Fresques du café A Mon Oncle Benjamin rue du Grand Marché, fin des années 1940.
  - Poil de Carotte, statue en pierre, 1967, façade de l'école Jules Renard avenue de la République.
- Dornecy :
  - église Saint-Martin : fresque de la chapelle des fonts baptismaux ;  décoration de quatre piliers ; autel, tabernacle.